# Atysilla tarsalis
Atysilla tarsalis är en skalbaggsart som beskrevs av Moser 1917. Atysilla tarsalis ingår i släktet Atysilla och familjen Melolonthidae. Inga underarter finns listade.